# Copa Camel de 1990
La Copa Camel de 1990 fue la tercera edición de la Copa Camel. El campeón fue el Club América de México al ganar la cuadrangular.
Fue la primera edición en que se invitó a un club de la Conmebol, siendo el Club Alianza Lima peruano.

## Equipos participantes
| País               | Equipo             |
| ------------------ | ------------------ |
| México 1 cupo      | Club América       |
| Guatemala 1 cupo   | C. S. D. Municipal |
| Perú 1 cupo        | Club Alianza Lima  |
| El Salvador 1 cupo | Alianza F. C.      |

## Sede
| Los Ángeles                    |
| ------------------------------ |
| Los Angeles Memorial Coliseum  |
| Capacidad: 77 500 espectadores |
|                                |

## Clasificación
América - Municipal y Alianza - Alianza Lima no se enfrentaron entre sí por motivos desconocidos.
| Equipo       | Pts. | PJ | PG | PE | PP | GF | GC | Dif. |
| ------------ | ---- | -- | -- | -- | -- | -- | -- | ---- |
| América      | 4    | 2  | 2  | 0  | 0  | 4  | 0  | 2    |
| Municipal    | 2    | 2  | 0  | 2  | 0  | 1  | 1  | 0    |
| Alianza Lima | 1    | 2  | 0  | 1  | 1  | 1  | 3  | -2   |
| Alianza      | 1    | 2  | 0  | 1  | 1  | 0  | 2  | -2   |

### Resultados
| 7 de septiembre de 1990 | Alianza | 0:0 | Municipal | Los Angeles Memorial Coliseum, Los Ángeles |  |

| 7 de septiembre de 1990 | América                   | 2:0 (2:0) | Alianza Lima | Los Angeles Memorial Coliseum, Los Ángeles |  |
|                         | Santos 8' · Hernández 25' |           |              |                                            |  |

| 9 de septiembre de 1990 | Alianza Lima | 1:1 (1:1) | Municipal       | Los Angeles Memorial Coliseum, Los Ángeles |  |
|                         | Pinto 13'    |           | Desconocido 36' |                                            |  |

| 9 de septiembre de 1990 | América                     | 2:0 (1:0) | Alianza | Los Angeles Memorial Coliseum, Los Ángeles |  |
|                         | Naranjo 23' · Domínguez 58' |           |         |                                            |  |

|                                  |
| Bandera de México                |
| Campeón Club América 1.er título |